# Distretto di Reinickendorf
Il distretto di Reinickendorf (in tedesco Bezirk Reinickendorf) è il dodicesimo distretto di Berlino.

## Amministrazione
L'amministrazione distrettuale ha sede al Rathaus Reinickendorf, nel quartiere di Wittenau.
Il sindaco distrettuale (Bezirksbürgermeister) in carica è Frank Balzer, della CDU.

## Suddivisione amministrativa
Il distretto di Reinickendorf è diviso in 11 quartieri:
- 1201 Reinickendorf
- 1202 Tegel
- 1203 Konradshöhe
- 1204 Heiligensee
- 1205 Frohnau
- 1206 Hermsdorf
- 1207 Waidmannslust
- 1208 Lübars
- 1209 Wittenau
- 1210 Märkisches Viertel
- 1211 Borsigwalde

## Storia
Il distretto di Reinickendorf fu creato nel 1920 come suddivisione amministrativa della nuova "Grande Berlino".
Comprendeva i comuni rurali (Landgemeinde) di Heiligensee, Hermsdorf bei Berlin, Lübars, Reinickendorf, Tegel e Wittenau, i territori agricoli (Gutsbezirk) di Frohnau, Tegel-Forst-Nord e Tegel-Schloß, la parte ovest del comune rurale di Rosenthal e la parte nord del Gutsbezirk di Jungfernheide.
Nel 1945 il distretto fu assegnato al settore di occupazione francese e quindi a Berlino Ovest.

## Da vedere
Il distretto di Reinickendorf è caratterizzato dai centri di alcuni vecchi paesi inglobati dalla città, come Tegel e Heiligensee. Vaste aree sono occupate da laghi e foreste.

## Stemmi

Stemma del distretto di Reinickendorf dal 1955

## Gemellaggi
Il distretto di Reinickendorf è gemellato con:
- Lauterbach (Hessen), dal 1964
- Vogelsbergkreis, dal 1964
- Antony, dal 1966
- Greenwich, dal 1966
- Kiryat-Ata, dal 1976
- Bad Steben, dal 1988
- Blomberg, dal 1990
- Melle, dal 1988

Il distretto stabilisce "contatti amichevoli" (Freundschaftliche Kontakte) con:
- Breslavia
- Templewo
- Sulęcin
- Burkina Faso
- Dénia, Spagna
- Catalogna, Spagna
- Kiev, Ucraina
- Lichtenfels, Baviera, Germania
- Międzyrzecz, Polonia
- Minsk, Bielorussia
- Circondario dell'Oberhavel, Brandeburgo, Germania
- isole Orcadi, Scozia, Regno Unito
- San Pietroburgo, Russia
- Circondario di Smalcalda-Meiningen, Turingia, Germania
- Sulęcin, Polonia
- Templewo, frazione di Bledzew, Polonia
- Volgograd, Russia
- Volcja Gora, Bielorussia
- Washington, Stati Uniti d'America
- Zeltingen-Rachtig, Renania-Palatinato, Germania